# Mateja Zver
Mateja Zver (Gornja Bistrica, 15 marzo 1988) è una calciatrice slovena, centrocampista del St. Pölten e della nazionale slovena.

## Statistiche

### Cronologia presenze e reti in nazionale
| Cronologia completa delle presenze e delle reti in nazionale ― Slovenia | Cronologia completa delle presenze e delle reti in nazionale ― Slovenia | Cronologia completa delle presenze e delle reti in nazionale ― Slovenia | Cronologia completa delle presenze e delle reti in nazionale ― Slovenia | Cronologia completa delle presenze e delle reti in nazionale ― Slovenia | Cronologia completa delle presenze e delle reti in nazionale ― Slovenia | Cronologia completa delle presenze e delle reti in nazionale ― Slovenia | Cronologia completa delle presenze e delle reti in nazionale ― Slovenia |
| Data                                                                    | Città                                                                   | In casa                                                                 | Risultato                                                               | Ospiti                                                                  | Competizione                                                            | Reti                                                                    | Note                                                                    |
| ----------------------------------------------------------------------- | ----------------------------------------------------------------------- | ----------------------------------------------------------------------- | ----------------------------------------------------------------------- | ----------------------------------------------------------------------- | ----------------------------------------------------------------------- | ----------------------------------------------------------------------- | ----------------------------------------------------------------------- |
| 8-3-2009                                                                | Sežala                                                                  | Slovenia                                                                | 0 – 5                                                                   | Svizzera                                                                | Amichevole                                                              | -                                                                       |                                                                         |
| 18-9-2009                                                               | Domžale                                                                 | Slovenia                                                                | 0 – 8                                                                   | Italia                                                                  | Qual. Mondiali 2011                                                     | -                                                                       |                                                                         |
| 24-10-2009                                                              | Krško                                                                   | Slovenia                                                                | 0 – 3                                                                   | Finlandia                                                               | Qual. Mondiali 2011                                                     | -                                                                       |                                                                         |
| 28-10-2009                                                              | Erevan                                                                  | Armenia                                                                 | 1 – 5                                                                   | Slovenia                                                                | Qual. Mondiali 2011                                                     | 2                                                                       |                                                                         |
| 21-11-2009                                                              | Nova Gorica                                                             | Slovenia                                                                | 0 – 4                                                                   | Portogallo                                                              | Qual. Mondiali 2011                                                     | -                                                                       |                                                                         |
| 27-3-2010                                                               | Velenje                                                                 | Slovenia                                                                | 1 – 0                                                                   | Armenia                                                                 | Qual. Mondiali 2011                                                     | -                                                                       |                                                                         |
| 19-6-2010                                                               | Portogruaro                                                             | Italia                                                                  | 6 – 0                                                                   | Slovenia                                                                | Qual. Mondiali 2011                                                     | -                                                                       |                                                                         |
| 23-6-2010                                                               | Cartaxo                                                                 | Portogallo                                                              | 1 – 0                                                                   | Slovenia                                                                | Qual. Mondiali 2011                                                     | -                                                                       |                                                                         |
| 25-8-2011                                                               | Helsinki                                                                | Finlandia                                                               | 4 – 1                                                                   | Slovenia                                                                | Qual. Euro 2013                                                         | 1                                                                       |                                                                         |
| 22-9-2011                                                               | Birmingham                                                              | Inghilterra                                                             | 4 – 0                                                                   | Slovenia                                                                | Qual. Euro 2013                                                         | -                                                                       |                                                                         |
| 23-10-2011                                                              | Lendava                                                                 | Slovenia                                                                | 1 – 2                                                                   | Serbia                                                                  | Qual. Euro 2013                                                         | 1                                                                       | 64’ 90+2’                                                               |
| 27-10-2011                                                              | Vrbovec                                                                 | Croazia                                                                 | 3 – 3                                                                   | Slovenia                                                                | Qual. Euro 2013                                                         | -                                                                       |                                                                         |
| 20-11-2011                                                              | Nova Gorica                                                             | Slovenia                                                                | 0 – 2                                                                   | Paesi Bassi                                                             | Qual. Euro 2013                                                         | -                                                                       |                                                                         |
| 5-4-2012                                                                | Venlo                                                                   | Paesi Bassi                                                             | 3 – 1                                                                   | Slovenia                                                                | Qual. Euro 2013                                                         | 1                                                                       | 87’                                                                     |
| 15-9-2012                                                               | Lubiana                                                                 | Slovenia                                                                | 1 – 0                                                                   | Croazia                                                                 | Qual. Euro 2013                                                         | -                                                                       | 53’                                                                     |
| 18-9-2012                                                               | Belgrado                                                                | Serbia                                                                  | 3 – 0                                                                   | Slovenia                                                                | Qual. Euro 2013                                                         | -                                                                       |                                                                         |
| 26-9-2013                                                               | Senec                                                                   | Slovacchia                                                              | 1 – 3                                                                   | Slovenia                                                                | Qual. Mondiali 2015                                                     | 1                                                                       |                                                                         |
| 26-10-2013                                                              | Capodistria                                                             | Slovenia                                                                | 0 – 13                                                                  | Germania                                                                | Qual. Mondiali 2015                                                     | -                                                                       | 79’                                                                     |
| 30-10-2013                                                              | Lubiana                                                                 | Slovenia                                                                | 0 – 3                                                                   | Irlanda                                                                 | Qual. Mondiali 2015                                                     | -                                                                       |                                                                         |
| 6-3-2014                                                                | Zenica                                                                  | Bosnia ed Erzegovina                                                    | 1 – 2                                                                   | Slovenia                                                                | Amichevole                                                              | 1                                                                       |                                                                         |
| 5-4-2014                                                                | San Pietroburgo                                                         | Russia                                                                  | 4 – 1                                                                   | Slovenia                                                                | Qual. Mondiali 2015                                                     | -                                                                       |                                                                         |
| 10-4-2014                                                               | Ratisbona                                                               | Germania                                                                | 4 – 0                                                                   | Slovenia                                                                | Qual. Mondiali 2015                                                     | -                                                                       |                                                                         |
| 8-5-2014                                                                | Velenje                                                                 | Slovenia                                                                | 0 – 3                                                                   | Croazia                                                                 | Qual. Mondiali 2015                                                     | -                                                                       | 76’ 80’                                                                 |
| 14-6-2014                                                               | Domžale                                                                 | Slovenia                                                                | 1 – 2                                                                   | Russia                                                                  | Qual. Mondiali 2015                                                     | -                                                                       |                                                                         |
| 20-8-2014                                                               | Dublino                                                                 | Irlanda                                                                 | 2 – 0                                                                   | Slovenia                                                                | Qual. Mondiali 2015                                                     | -                                                                       |                                                                         |
| 13-9-2014                                                               | Zagabria                                                                | Croazia                                                                 | 1 – 0                                                                   | Slovenia                                                                | Qual. Mondiali 2015                                                     | -                                                                       |                                                                         |
| 17-9-2014                                                               | Celje                                                                   | Slovenia                                                                | 2 – 1                                                                   | Slovacchia                                                              | Qual. Mondiali 2015                                                     | 1                                                                       | 90+4’                                                                   |
| 11-6-2015                                                               | Debrecen                                                                | Ungheria                                                                | 2 – 1                                                                   | Slovenia                                                                | Amichevole                                                              | 1                                                                       |                                                                         |
| 27-8-2015                                                               | Novi Sad                                                                | Serbia                                                                  | 2 – 1                                                                   | Slovenia                                                                | Amichevole                                                              | 1                                                                       |                                                                         |
| 22-9-2015                                                               | Maribor                                                                 | Slovenia                                                                | 0 – 3                                                                   | Scozia                                                                  | Qual. Euro 2017                                                         | -                                                                       |                                                                         |
| 20-10-2015                                                              | Kranj                                                                   | Slovenia                                                                | 3 – 0                                                                   | Bielorussia                                                             | Qual. Euro 2017                                                         | 1                                                                       |                                                                         |
| 26-10-2015                                                              | Lendava                                                                 | Slovenia                                                                | 0 – 6                                                                   | Islanda                                                                 | Qual. Euro 2017                                                         | -                                                                       |                                                                         |
| 4-6-2016                                                                | Skopje                                                                  | Macedonia del Nord                                                      | 0 – 9                                                                   | Slovenia                                                                | Qual. Euro 2017                                                         | 1                                                                       |                                                                         |
| 17-9-2016                                                               | Reykjavík                                                               | Islanda                                                                 | 4 – 0                                                                   | Slovenia                                                                | Qual. Euro 2017                                                         | -                                                                       |                                                                         |
| 20-9-2016                                                               | Minsk                                                                   | Bielorussia                                                             | 2 – 0                                                                   | Slovenia                                                                | Qual. Euro 2017                                                         | -                                                                       |                                                                         |
| 5-4-2017                                                                | Budapest                                                                | Ungheria                                                                | 2 – 2                                                                   | Slovenia                                                                | Amichevole                                                              | 1                                                                       |                                                                         |
| 6-9-2017                                                                | Ingolstadt                                                              | Germania                                                                | 6 – 0                                                                   | Slovenia                                                                | Qual. Mondiali 2019                                                     | -                                                                       |                                                                         |
| 24-11-2017                                                              | Aidussina                                                               | Slovenia                                                                | 5 – 0                                                                   | Fær Øer                                                                 | Qual. Mondiali 2019                                                     | 1                                                                       |                                                                         |
| 7-6-2018                                                                | Tórshavn                                                                | Fær Øer                                                                 | 0 – 4                                                                   | Slovenia                                                                | Qual. Mondiali 2019                                                     | 2                                                                       |                                                                         |
| 11-6-2018                                                               | Reykjavík                                                               | Islanda                                                                 | 2 – 0                                                                   | Slovenia                                                                | Qual. Mondiali 2019                                                     | -                                                                       |                                                                         |
| 31-8-2018                                                               | Olomouc                                                                 | Rep. Ceca                                                               | 2 – 0                                                                   | Slovenia                                                                | Qual. Mondiali 2019                                                     | -                                                                       |                                                                         |
| 8-11-2018                                                               | Maribor                                                                 | Slovenia                                                                | 2 – 0                                                                   | Albania                                                                 | Amichevole                                                              | 1                                                                       |                                                                         |
| 17-6-2019                                                               | Lubiana                                                                 | Slovenia                                                                | 5 – 0                                                                   | Montenegro                                                              | Amichevole                                                              | 2                                                                       |                                                                         |
| 30-8-2019                                                               | Velenje                                                                 | Slovenia                                                                | 0 – 1                                                                   | Russia                                                                  | Qual. Euro 2022                                                         | -                                                                       |                                                                         |
| 3-9-2019                                                                | Capodistria                                                             | Slovenia                                                                | 5 – 0                                                                   | Kosovo                                                                  | Qual. Euro 2022                                                         | 2                                                                       |                                                                         |
| 4-10-2019                                                               | Murska Sobota                                                           | Slovenia                                                                | 2 – 4                                                                   | Paesi Bassi                                                             | Qual. Euro 2022                                                         | 1                                                                       |                                                                         |
| 8-10-2019                                                               | İzmit                                                                   | Turchia                                                                 | 1 – 6                                                                   | Slovenia                                                                | Qual. Euro 2022                                                         | 1                                                                       |                                                                         |
| 13-11-2019                                                              | Arnhem                                                                  | Paesi Bassi                                                             | 4 – 1                                                                   | Slovenia                                                                | Qual. Euro 2022                                                         | -                                                                       | 82’                                                                     |
| 18-9-2020                                                               | Kranj                                                                   | Slovenia                                                                | 3 – 1                                                                   | Turchia                                                                 | Qual. Euro 2022                                                         | 1                                                                       |                                                                         |
| 23-2-2021                                                               | Tallinn                                                                 | Estonia                                                                 | 0 – 9                                                                   | Slovenia                                                                | Qual. Euro 2022                                                         | 2                                                                       |                                                                         |
| 14-5-2021                                                               | Lubiana                                                                 | Slovenia                                                                | 5 – 0                                                                   | Slovacchia                                                              | Amichevole                                                              | 2                                                                       | 84’                                                                     |
| 13-6-2021                                                               | Capodistria                                                             | Slovenia                                                                | 4 – 1                                                                   | Croazia                                                                 | Amichevole                                                              | 2                                                                       |                                                                         |
| 17-9-2021                                                               | Pärnu                                                                   | Estonia                                                                 | 0 – 4                                                                   | Slovenia                                                                | Qual. Mondiali 2023                                                     | 1                                                                       | 65’                                                                     |
| 21-9-2021                                                               | Murska Sobota                                                           | Slovenia                                                                | 2 – 3                                                                   | Francia                                                                 | Qual. Mondiali 2023                                                     | 1                                                                       | 90+3’                                                                   |
| 22-10-2021                                                              | Lendava                                                                 | Slovenia                                                                | 1 – 1                                                                   | Galles                                                                  | Qual. Mondiali 2023                                                     | -                                                                       |                                                                         |
| 26-10-2021                                                              | Atene                                                                   | Grecia                                                                  | 1 – 4                                                                   | Slovenia                                                                | Qual. Mondiali 2023                                                     | 2                                                                       | 70’                                                                     |
| 26-11-2021                                                              | Maribor                                                                 | Slovenia                                                                | 6 – 0                                                                   | Estonia                                                                 | Qual. Mondiali 2023                                                     | 1                                                                       | 46’ 73’                                                                 |
| 30-11-2021                                                              | Nova Gorica                                                             | Slovenia                                                                | 0 – 0                                                                   | Grecia                                                                  | Qual. Mondiali 2023                                                     | -                                                                       |                                                                         |
| 19-2-2022                                                               | Celje                                                                   | Slovenia                                                                | 1 – 0                                                                   | Croazia                                                                 | Amichevole                                                              | 1                                                                       | 90+2’                                                                   |
| 8-4-2022                                                                | Astana                                                                  | Kazakistan                                                              | 0 – 2                                                                   | Slovenia                                                                | Qual. Mondiali 2023                                                     | -                                                                       | 84’                                                                     |
| 12-4-2022                                                               | Le Mans                                                                 | Francia                                                                 | 1 – 0                                                                   | Slovenia                                                                | Qual. Mondiali 2023                                                     | -                                                                       | 89’                                                                     |
| 2-9-2022                                                                | Kranj                                                                   | Slovenia                                                                | 2 – 0                                                                   | Kazakistan                                                              | Qual. Mondiali 2023                                                     | 1                                                                       | 78’                                                                     |
| 6-9-2022                                                                | Cardiff                                                                 | Galles                                                                  | 0 – 0                                                                   | Slovenia                                                                | Qual. Mondiali 2023                                                     | -                                                                       |                                                                         |
| 13-11-2022                                                              | Capodistria                                                             | Slovenia                                                                | 3 – 1                                                                   | Kosovo                                                                  | Amichevole                                                              | 2                                                                       | 49’ 67’                                                                 |
| 15-2-2023                                                               | Durban                                                                  | Slovenia                                                                | 2 – 1                                                                   | Uzbekistan                                                              | Amichevole                                                              | 1                                                                       | 46’                                                                     |
| 18-2-2023                                                               | Johannesburg                                                            | Zambia                                                                  | 0 – 1                                                                   | Slovenia                                                                | Amichevole                                                              | -                                                                       |                                                                         |
| 21-2-2023                                                               | Port Elizabeth                                                          | Sudafrica                                                               | 1 – 1                                                                   | Slovenia                                                                | Amichevole                                                              | 1                                                                       | 81’                                                                     |
| 7-4-2023                                                                | Lubiana                                                                 | Slovenia                                                                | 1 – 1                                                                   | Romania                                                                 | Amichevole                                                              | 1                                                                       |                                                                         |
| 11-4-2023                                                               | Bruxelles                                                               | Belgio                                                                  | 2 – 2                                                                   | Slovenia                                                                | Amichevole                                                              | 1                                                                       | 86’                                                                     |
| 22-9-2023                                                               | Krško                                                                   | Slovenia                                                                | 0 – 2                                                                   | Rep. Ceca                                                               | UEFA Women's Nations League 2023-2024 - 1º turno                        | -                                                                       | 72’                                                                     |
| 26-9-2023                                                               | Zenica                                                                  | Bosnia ed Erzegovina                                                    | 1 – 1                                                                   | Slovenia                                                                | UEFA Women's Nations League 2023-2024 - 1º turno                        | 1                                                                       |                                                                         |
| 27-10-2023                                                              | Barysaŭ                                                                 | Bielorussia                                                             | 1 – 1                                                                   | Slovenia                                                                | UEFA Women's Nations League 2023-2024 - 1º turno                        | 1                                                                       | 84’                                                                     |
| 31-10-2023                                                              | Murska Sobota                                                           | Slovenia                                                                | 0 – 0                                                                   | Bielorussia                                                             | UEFA Women's Nations League 2023-2024 - 1º turno                        | -                                                                       |                                                                         |
| 1-12-2023                                                               | Capodistria                                                             | Slovenia                                                                | 2 – 1                                                                   | Bosnia ed Erzegovina                                                    | UEFA Women's Nations League 2023-2024 - 1º turno                        | -                                                                       | 79’                                                                     |
| 5-12-2023                                                               | Pardubice                                                               | Rep. Ceca                                                               | 4 – 0                                                                   | Slovenia                                                                | UEFA Women's Nations League 2023-2024 - 1º turno                        | -                                                                       |                                                                         |
| 23-2-2024                                                               | Lubiana                                                                 | Slovenia                                                                | 0 – 1                                                                   | Finlandia                                                               | Amichevole                                                              | -                                                                       | 75’                                                                     |
| 27-2-2024                                                               | Manila                                                                  | Filippine                                                               | 0 – 1                                                                   | Slovenia                                                                | Amichevole                                                              | -                                                                       | 87’                                                                     |
| Totale                                                                  |                                                                         | Presenze                                                                | 77                                                                      |                                                                         | Reti                                                                    | 45                                                                      |                                                                         |

### Club
- Prva ženska slovenska nogometna liga: 4

ŽNK Pomurje: 2005-2006, 2011-2012, 2013-2014, 2014-2015
- Coppa slovena di calcio femminile: 4

ŽNK Pomurje: 2004-2005, 2006-2007, 2011-2012, 2013-2014
- ÖFB Frauen Bundesliga: 1

St. Pölten: 2015-2016
- ÖFB-Ladies-Cup: 1

St. Pölten: 2015-2016

### Individuale
- Capocannoniere della 1.ŽNL: 1[1]

2006-2007 (61 reti)